# Sarothroceras pallida
Sarothroceras pallida là một loài bướm đêm trong họ Noctuidae.